# Dusičnan xenonatý
Dusičnan xenonatý je anorganická sloučenina s chemickým vzorcem Xe(NO3)2. Je to nestálá sloučenina, která nebyla ještě izolována a plně charakterizována. Podobná sloučenina dusičnan-fluorid xenonatý, je dostatečně stabilní, aby byla zkoumána detailněji.

## Příprava
Dusičnan xenonatý může být připraven reakcí fluoridu xenonatého s bezvodou kyselinou dusičnou:
XeF2 + 2 HNO3 →Xe(NO3)2 + 2 HF
Produktem této reakce je červenohnědá pevná látka, která se samovolně rozkládá při 23 °C, čímž se dočasně zbarvuje do modra:
Xe(NO3)2 → Xe + O2NOONO2 (nestabilní peroxid dusíku)